# Зеленюк, Александр Николаевич
Александр Николаевич Зеленюк (род. 2 марта 1971, Тирасполь) — молдавский футболист и мини-футболист, полузащитник.

## Биография
Александр Зеленюк родился 2 марта 1971 года в городе Тирасполь в Молдавской ССР (сейчас в Приднестровье).
Играл в футбол на позиции полузащитника. Всю карьеру провёл в чемпионате Молдавии. В сезоне-1993/94 выступал за «Нистру» из Чобурчи, в составе которого провёл 29 матчей, забил 3 мяча. Пять следующих сезонов отыграл в «Тигине» из Бендер (в 1996 году переименованной в «Динамо»). В 1994—1998 годах играл в Национальном дивизионе, провёл 73 матча и забил 4 мяча. Сезон-1998/99 провёл в дивизионе «А», где «Динамо» заняло последнее место.
В сезоне-1999/2000 вновь выступал в Национальном дивизионе за «Энергетик» из Дубоссар, но провёл только 6 матчей.
Работает тренером в футбольной академии тираспольского «Шерифа». Параллельно играет в мини-футбол. В сезоне-2011/12 выступал в чемпионате Молдавии, впоследствии — за «Днестрэнерго-Тирас» в чемпионате Приднестровья.